# Garrincha
Manuel Francisco dos Santos (Pau Grande, 1933. október 28. – Rio de Janeiro, 1983. január 20.), ismertebb nevén „Garrincha” brazil labdarúgó, a brazil labdarúgó-válogatottal 1958-ban és 1962-ben világbajnok. Az 1962-es világbajnokságon hatos holtversenyben 4 góllal a torna gólkirályai közé tartozott. Pályafutása nagy részében a brazil Botafogo csapatában játszott.
A World Soccer Magazine 1999 decemberében megjelent számában az olvasók elkészítettek egy listát, amely a 20. század 100 legnagyszerűbb játékosát tartalmazta. Ezen a listán Garrincha a 20. helyen található.

## Válogatottság
Ötven mérkőzést játszott a válogatottban, egyedül az utolsó mérkőzésén, az 1966-os világbajnokság Magyarország elleni meccsén szenvedett vereséget.
Statisztikái a brazil labdarúgó-válogatott tagjaként
| Év       | Válogatottság | Gólok |
| -------- | ------------- | ----- |
| 1955     | 1             | 0     |
| 1956     | 0             | 0     |
| 1957     | 6             | 0     |
| 1958     | 5             | 0     |
| 1959     | 4             | 0     |
| 1960     | 5             | 2     |
| 1961     | 4             | 1     |
| 1962     | 12            | 6     |
| 1963     | 0             | 0     |
| 1964     | 0             | 0     |
| 1965     | 6             | 0     |
| 1966     | 7             | 3     |
| Összesen | 50            | 12    |